# Enartrose

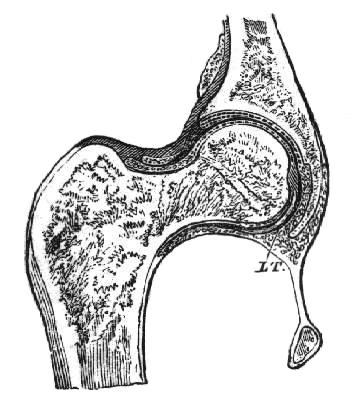
Cabeça do fêmur encaixada ao acetábulo, uma depressão dos ossos pélvicos.

Enartrose ou esferoide é uma articulação em que a superfície em forma de esfera de um osso se encaixa em uma depressão de outro osso. Permite movimento em três eixos: craneocaudal, anteroposterior e laterolateral, permitindo também a circunvolução. No corpo humano existem enartroses no ombro (úmero-escapular), quadril (fêmur-acetabular), no pé (calcâneo-tálus-navicular) e no ouvido médio (entre a bigorna e o estribo).